# Bukovice (Bžany)
Bukovice (německy Bukowit) jsou malá vesnice, část obce Bžany v okrese Teplice. Nachází se asi 1,5 kilometru jižně od Bžan. Bukovice leží v katastrálním území Lhenice u Bžan o výměře 3,78 km².

## Název
Název vesnice je odvozen z přídavného jména buková ve významu buková hora, stráň či paseka. V historických pramenech se jméno objevuje ve tvarech: Bukewiecz (1398), v Bukovici (1401), von Buckawicz (1403), Bukewicz (1404), in Bukowiczi (1475), Bukowiczy (1578), Bukowicze (1609), Bukowicz (1787) a Bukowitz (1833).

## Historie
První písemná zmínka o Bukovici pochází z roku 1398, kdy vesnice byla součástí panství hradu Rýzmburk. Z roku 1401 (nebo 1404) je první zmínka o bukovické tvrzi, která patřila k manské soustavě mosteckého hradu. Tehdy na ní sídlil Žibřid ze Šenfeldu. Brzy poté se majitel tvrze změnil, protože v roce 1405 ji vlastnil Beneš z Dubé a tvořila příslušenství hradu Kostomlaty. Místo, kde tvrz stávala, je neznámé, ale předpokládá se, že to bylo v prostoru pozdějšího hospodářského dvora a areálu státního statku.
V roce 1453 patřil bukovický statek Matouši Dobrmanovi z Vlastislavi, po němž jej zdědila dcera Dorota. Ta roku 1500 Bukovici prodala bratrům Janovi a Vojtěchovi Osterským ze Sulevic. Dalším majitelem byl v roce 1521 Zikmund Chlum z Chlumu a po jeho smrti vdova Anna, která statek prodala kostomlatské větvi rodu pánů z Vřesovic. V roce 1533 tak na tvrzi sídlil Václav Kostomlatský z Vřesovic, ale zápis do zemských desek nechala Anna zhotovit až v roce 1536 ve prospěch Mikuláše Kostomlatského z Vřesovic. Václav však na tvrzi bydlel ještě v roce 1544. Někdy poté Bukovici koupil Hynek Rausendorf ze Špremberka a od něj jeho příbuzný Kryštof. Roku 1562 se o statek dělili tři bratři Rausendorfové, z nichž připadl Šebestiánovi.
V blíže neznámé době vesnici získal Šebestián Hruška z Března. Po něm patřila Bernartovi a Karlovi, ale časem zůstal jediným majitelem Karel, který Bukovici roku 1549 prodal Jiřímu Kaplířovi ze Sulevic. Jeho synové vesnici s tvrzí a dvorem prodali za čtrnáct tisíc kop míšeňských grošů Anně Vřesovcové z Míliny a na Křemýži. Jejím dětem statek patřil do dvacátých let sedmnáctého století, kdy jej získala Lidmila Vřesovcová a prodala ho Černínům z Chudenic. Poslední zmínka o bukovické tvrzi je z roku 1631, kdy patřila jako součást kostomlatského panství Humprechtu Černínovi.

## Obyvatelstvo
Při sčítání lidu v roce 1921 zde žilo 243 obyvatel (z toho 121 mužů), z nichž bylo 35 Čechoslováků a 208 Němců. Kromě šesti členů církve československé a deseti lidí bez vyznání se hlásili k římskokatolické církvi. Podle sčítání lidu z roku 1930 měla vesnice 222 obyvatel: 57 Čechoslováků a 165 Němců. Většina jich byla římskými katolíky, ale pět lidí patřilo k církvi československé a osmnáct jich bylo bez vyznání.
|                                                                | 1869 | 1880 | 1890 | 1900 | 1910 | 1921 | 1930 | 1950 | 1961 | 1970 | 1980 | 1991 | 2001 | 2011 | 2021 |
| -------------------------------------------------------------- | ---- | ---- | ---- | ---- | ---- | ---- | ---- | ---- | ---- | ---- | ---- | ---- | ---- | ---- | ---- |
| Obyvatelé                                                      | 194  | 209  | 205  | 218  | 240  | 243  | 222  | 124  | 110  | 94   | 57   | 37   | 47   | 60   | 69   |
| Domy                                                           | 35   | 35   | 36   | 36   | 38   | 38   | 37   | 38   | —    | 28   | 21   | 24   | 27   | 27   | 27   |
| Počet domů z roku 1961 je zahrnut v domech místní části Bžany. |      |      |      |      |      |      |      |      |      |      |      |      |      |      |      |

## Obecní správa
Při sčítání lidu v roce 1869 Lhenice byly osadou obce Kostomlaty pod Milešovkou v okrese Teplice, v letech 1880–1950 byly osadou obce Lhenice, se kterým patřily nejprve do okresu Teplice, ale v letech 1900–1930 v okrese Duchcov a v roce 1950 v okrese Bílina. Od roku 1960 jsou částí obce Bžany v okrese Teplice.

## Pamětihodnosti
- Kaplička